# Lestiac-sur-Garonne
Lestiac-sur-Garonne é uma comuna francesa na região administrativa da Nova Aquitânia, no departamento da Gironda. Estende-se por uma área de 2,98 km². Em 2010 a comuna tinha 582 habitantes (densidade: 195,3 hab./km²).